# Боцвана
Боцвана (цв. Botswana), службено Република Боцвана (цв. Lefatshe la Botswana) је континентална држава на југу Африке, која се налази између Намибије на западу, Јужне Африке на југу, Зимбабвеа на североистоку и Замбије на северу. Овај некадашњи британски протекторат, познат као Бечуана (енгл. Bechuanaland), садашње име носи од 30. септембра 1966. године, када је стекао независност.
Четири петине од укупно 1.770.000 становника Боцване чине Банту црнци. Међу њима је најбројније племе Тсвана, по коме је названа читава држава, а остале веће етничке групе су: Калагари, Нгватои, Гсовапонзи и Бирве. Сви они живе на простору од 581.730 km² што Боцвану чини једном од најређе насељених афричких земаља.
Боцвана је равничарска земља са средњом надморском висином од 1000 m. На југозападу и западу налази се део пустиње Калахари, на северу је велика мочвара око реке Окаванго, а на југоистоку река Лимпопо која је природна граница према Јужној Африци. Такав рељеф погодан је за живот бројних врста дивљих животиња (највише насељавају просторе око Окаванга) и стоке која се углавном гаји у долини реке Лимпопо.
Сточарство је дуго било главна привредна грана Боцване док га осамдесетих година 20. века није потиснула производња дијаманата. Они су тада први пут нађени у тамошњим рудницима и данас овој држави доносе велике приходе.
У Боцвани постоји мала заједница Срба из бивше Југославије. Боцвана је једна од ретких земаља света које у време санкција '90-их година 20. века није тражила визе грађанима Југославије.

## Историја
Крајем 19. века, избили су сукоби између народа Схона у Боцвани и племена Ндебеле који су се доселили на ту територију из пустиње Калахари. Тензије су још више нарасле досељавањем Бура из Трансваала. Након молби бачванских вођа Кхама III, Батхоена и Себелеа за помоћ, британска влада је 31. март 1885. прогласила Бечуану својим протекторатом. Северни део те територије је остао под директном управом Бечуанског протектората, те је данас то независна држава Боцвана, док је јужна територија постала део Ртске колоније (холандски:Kaapkolonie, енглески:Cape Colony) који је сад део северозападне покрајине ЈАР-а. Већина људи који говоре језик Тсвана као матерњи језик данас живе у Јужноафричкој Републици.
Оснивањем Јужноафричке уније 1910. од тадашњих британских колонија нису укључени и простори Бечуана, Басутоланда (данас Лесото) и Свазиланда, иако је омогућено њихово касније повезивање. Иако је јужноафричка влада тада желела прикључити ове територије, британска страна је то одлагала, те се ово припајање никад није догодило. Избором владе Националне странке 1948. у Јужној Африци је утемељен апартхејд, због којег се та земља 1961. повукла из Комонвелта, чиме је нестала идеја о укључивању ових територија у јединствену Јужну Африку.
У јуну 1964. године, Британија је пристала на предлоге о демократској самоуправи у Боцвани. Седиште владе премештено је из Мафикенг-а у данашњој Северозападној провинцији у ЈАР-у у новоосновани град Габороне, 1965. године. Боцвана је стекла своју независност 30. септембра 1966. године. Као први председник државе изабран је Серетсе Хама, вођа покрета независности, поглавица (кгоси) боцванског племена Нгвато, који је два пута изабран на ту дужност и на којој је умро 1980. године. Челништво над државом је тад препуштено потпредседнику Кетумилу Масира који је регуларно изабран 1984, те поново 1989. и 1994. Масира је напустио дужност 1998. Председничку дужност је од тад обављао потпредседник Фестус Могао, који је регуларно изабран 1999, те поново 2004. године.

## Географија

### Положај
Површина државе износи 581.737 km². Боцвана је 45. по величини земља света, те је приближно величине Украјине или Француске, а доминира равничарски рељеф. Најдужу границу Боцвана дели с Јужноафричком Републиком (1.840 km²), а још се граничи и са Намибијом (1.360 km²), Зимбабвеом (813 km²), и са Замбијом (2 km²) са којом има најкраћу границу.

### Геологија и рељеф
Земљом доминира пустиња Калахари, која покрива око 70% површине државе и налази се у југозападном делу. Земља је значајна по делти Окавангоа, која је највећа светска делта у унутрашњости, а налази се на северозападу. Што се тиче растиња, преовладавају савана и травнате површине. Велике наслаге соли и осталих минерала налазе се у Макгадикгади Пану на северу. За време кишног периода, неке слане површине постају слана језера која су врло битна за опстанак животињског света. Највиша тачка Боцване је Тсодило Хиллс (1,489 м). Због изузетне шкртости земљишта, само је 1% територије обрадиво.

### Клима
У Боцвани влада полусува клима са топлим зимама и врућим летима. Зими разлика између дневне и ноћне температуре зна да варира и преко 20 °C. Сушно раздобље траје релативно дуго, између 6 и 9 месеци годишње. Просечне годишње падавине су између 250 и 500 мм, а највише падају у периоду између децембра и марта.

## Политика
Држава је устројена као председничка демократска република, где је председник републике и на челу државе и на челу владе. Извршну власт обавља влада, док законодавну власт врше и влада и вишестраначки парламент. Парламент се састоји од 62 изабрана и 4 именована посланика.
Саветодавну улогу врши Дом старешина или поглавица (House of Chiefs) који представља осам основних подгрупа боцванског народа. Сваку одлуку коју доноси парламент, а односи се на племена мора проследити и Дому старешина.
Избори се одржавају најмање сваких пет година, а досад су сви били регуларни и на време одржани. Сви грађани државе, укључујући и све мањине имају право учествовати на изборима. Од независности 1967. године, до 2024 државом је доминирала Боцванска Демократска странка, која је изгубила изборе од Боцванског националног конгреса. Боцвана се сматра за једну од најдемократскијих држава у Африци.
Боцвана је чланица УН-a, Афричке уније и Јужноафричке заједнице за развој

### Административна подела
Боцвана је подељена у девет округа или дистрикта. Ти окрузи су подељени у 28 подокруга. Окрузи Боцване су:
1. Средишњи округ
2. Гханзи округ
3. Кгалагади округ
4. Кгатленг округ
5. Квененг округ
6. Североисточни округ
7. Северозападни округ
8. Југоисточни округ
9. Јужни округ

Највећи градови у држави су:
- Габороне
- Францистаун

Остала већа насељена места:
- Молепололе
- Селеби-Пхикве
- Маун
- Серове
- Кание
- Махалапие
- Моцхуди
- Могодитсхане
- Лобатсе
- Палапие
- Тлоквенг
- Рамотсва
- Тхамага
- Мосхупа
- Тонота
- Јваненг
- Орапа
- Летлхакане

### Одбрана
У време стицања независности Боцвана није имала оружаних снага. Тек након напада родезијске војске Боцвана је као меру самоодбране формирала боцванске Одбрамбене Снаге 1977. године. Њихов врховни командант је председник Боцване, који именује и одбрамбено веће. БДФ тренутно у оружаним снагама има 12.000 војника.
Боцванске Одбрамбене Снаге делују као неполитичка професионална војска чије су главне активности заштита од криволова, одбрана од природних непогода и мировне мисије.

## Привреда
Најважнија привредна активност у земљи је рударство, посебно вађење дијаманата које је омогућило овој земљи да у 30 година постигне највећи привредни раст на свету. Привреду карактерише врло слаба корумпираност, која је најмања у Африци, на нивоу неких западноевропских држава. Будући да је врло мали проценат земљишта (5%) пољопривредно обрадиво, пољопривреда не приноси значајно у укупном БДП-у. Осим слабог пољопривредног развоја, земља није много развијенија ни у индустријском сектору.
Привредни напредак ове земље полако успорава, па му озбиљније прети епидемија АИДС-а. Боцванске влада почела је спроводити знатне мере како би смањила утицај епидемије на привреду.

### Туризам
Туризам је друга најјача привредна активност после рударства, па се сматра да чини 12% укупног БДП-а. У земљи постоји неколико националних паркова (скоро трећина територије) и резервата, који највише привлаче туристе. Због изузетног богатства животињског света, који укључује лавове, хијене, леопарде, антилопе итд, Боцвана је популарно одредиште за сафари.
Најважније туристичка одредишта за сафари су резерват Морем у делти Окаванго и Национални парк Цхобе.
У Боцвани се 1980. године снимао филм „Богови су пали на тјеме" (eng. The Gods Must Be Crazy).

## Становништво
Боцвану карактерише врло мала етничка разноликост становништва у поређењу са осталим афричким државама, и врло ниска густина насељености. Од укупног броја становништва, 79% чини народ Тсвана или Цвана, око 11% становништва припадају народу Каланга, а Бушмани чине 3% становништва, као и Кгалагади. Укупни удео белаца у држави је 3%.
Веома слична је и језичка структура. По попису из 2001. године, матерњи језици становништва били су Тсвана (79%), икаланга (7,9%), секгалагади (2,8%), док су други и неодређени чинили 9% становништва. Службени енглески језик, матерњи је језик само 2,1% становништва.
Што се тиче вероисповести, 71,6% становништва се сматра хришћанима, док званично религију Бадимо практикује 6% становништва, мада је овај удео у стварности пуно већи.
Као и у већини држава у јужној Африци, велики број становништва је заражен АИДС-ом (2002. године, стопа заражености одраслог становништва била је 38,8%). Боцванске влада, започела је 2003. године, програм образовања становништва о ширењу болести, и набавку јефтиних генеричких лекова.
Држава у задње време бележи негативан раст становништва (-0.04%), и бележи значајан удео економских миграната из Зимбабвеа.

## Култура
У северном делу Боцване, жене из села Ецх и Гумаре познате су по уметности израде кошара од палме Мокола и локалних боја. Корпе се израђују у три врсте: велике затворене Кошак које се употребљавају за чување хране, отворене корпе које се носе на глави, и мале корпе. Корпе се осликавају разним бојама, и постају трговачки производ. Од других занатских уметности познато је лончарство и ткање у југоисточној Боцвани.
Најстарији трагови уметности у Боцвани и Јужној Африци су слике које описују лов животиња, а израдили су их Бушмани пре 20.000 година у пустињи Калахари.

### Књижевност
Најзначајнијом боцванске књижевницом сматра се Беси Хед, која је бежећи од апартхејда у ЈАР-у дошла да живи у Боцвану. Овде је живела у Серовеу од 1964. до смрти 1986. Ту се и збива радња њених најпознатијих дела.
Јунити Дау је позната боцванска књижевница, правница и борац за људска права, посебно права жена. Позната је као прва суткиња боцванског високог суда.
У Боцвани се догађа радња неколико белетристичких дела.